# 沙帕达-加乌沙
沙帕达-加乌沙是巴西米纳斯吉拉斯州的一个市镇。总面积3214.698平方公里，总人口10266人，人口密度3.2人/平方公里。